# Preparctia rubrobasalis
Preparctia rubrobasalis là một loài bướm đêm thuộc phân họ Arctiinae, họ Erebidae.